# Ваче Зела
Ваче Зела (алб. vaˈtʃɛ zɛla; нар. 7 квітня 1939, Люшня, Албанія — пом. 6 лютого 2014, Базель, Швейцарія) — албанська співачка та авторка пісень, виконавиця народної музики, шансону і пісень в художніх фільмах.

## Життєпис
Народилася Ваче Зела 1939 року в день вторгнення до Албанії італійських фашистів. Ще у ранньому віці проявила здібності до співу, коли навчалася у школі в рідному місті Люшня. Також часто самодіяльно виступала в міському парку та на міських концертах. Незважаючи на несхвалення батьків, після закінчення школи поїхала до Тирани, плануючи вступити до центральної школи мистецтв; зазнавши невдачі на іспитах, вступила до школи мистецтв імені Кемаля Стаф, де вивчала спів і гру на гітарі. Завершивши навчання, спочатку виступала у військовому естрадному театрі, потім перейшла до державного ансамблю народної пісні і танцю.
З 2002 року тяжко хворіла і разом з чоловіком та донькою проживала в Базелі, Швейцарія, де і померла в лютому 2014 року.

## Нагороди та визнання
Протягом кар'єри десять разів ставала переможницею національного музичного фестивалю Festivali i Këngës: зокрема, в 1962 році стала переможницею першого фестивалю з піснею Fëmija e parë, а потім виборювала на ньому перші місця в 1964, 1966, 1967, 1968, 1970, 1973, 1976, 1977 і 1980 роках (у 1968 році перемогла в дуеті з Рамізом Ковачі). У 1981 році вдвадцяте і востаннє брала участь у тому фестивалі.
Отримала багато нагород за свою діяльність, у тому числі в 1977 році була удостоєна звання «народного артиста» (алб. Artiste е Popullit). В грудні 2002 року президент Албанії Бамір Топі вручив їй орден «Честь нації». На батьківщині її нерідко називали «золотим голосом Албанії» (алб. Zëri i Artë i Shqipërisë), «святою іконою албанської пісні» (алб. Ikona e Shenjtë e Këngës Shqiptare), «зіркою албанської музики» (алб. Ylli i Muzikës Shqiptare) і «королевою албанської пісні» (алб. Mbretëresha e Këngës Shqiptare). Кінотеатр у її рідному місті названий на її честь.